# Renault NC27
- Renault NC27 — французский лёгкий танк, дальнейшее развитие конструкции «Рено» FT-17. Не был принят на вооружение во Франции, но поставлялся на экспорт в несколько стран мира — в небольших количествах танк приобрели Швеция, Югославия, Япония и даже СССР (только для испытаний).

## «Рено» NC1 (NC27)
В результате очередной модернизации «Рено» FT-17, в 1925—1928 гг. был разработан танк NC-27.
NC-1 был Reno FT-17 с совершенно новой подвеской и скоростью 17-18,5 км / ч, что делает его самым быстрым французским танком в 1926 году.
В NC-27 удалось увеличить толщину брони до 30 мм (лоб) и 20 мм борта корпуса. Литая башня имела броню толщиной 20 мм.
Несмотря на более мощный двигатель (60 л. с.) и увеличение скорости до 20 км/ч, запас хода ввиду большого расхода топлива остался небольшим — 100 км.
Масса танка — 8,5 т, вооружение — одна 37-мм пушка, экипаж — 2 человека.
Французская армия рассматривала возможность модернизации всех существующих танков Reno FT-17 (около 2800 машин)) в Reno NC-1 (Reno M26 / 27), но предполагаемые недостатки и дальнейшая модернизация Reno NC привели к разработке совершенно нового танка, Char D-1, еще в 1929 год

## Renault NC-31

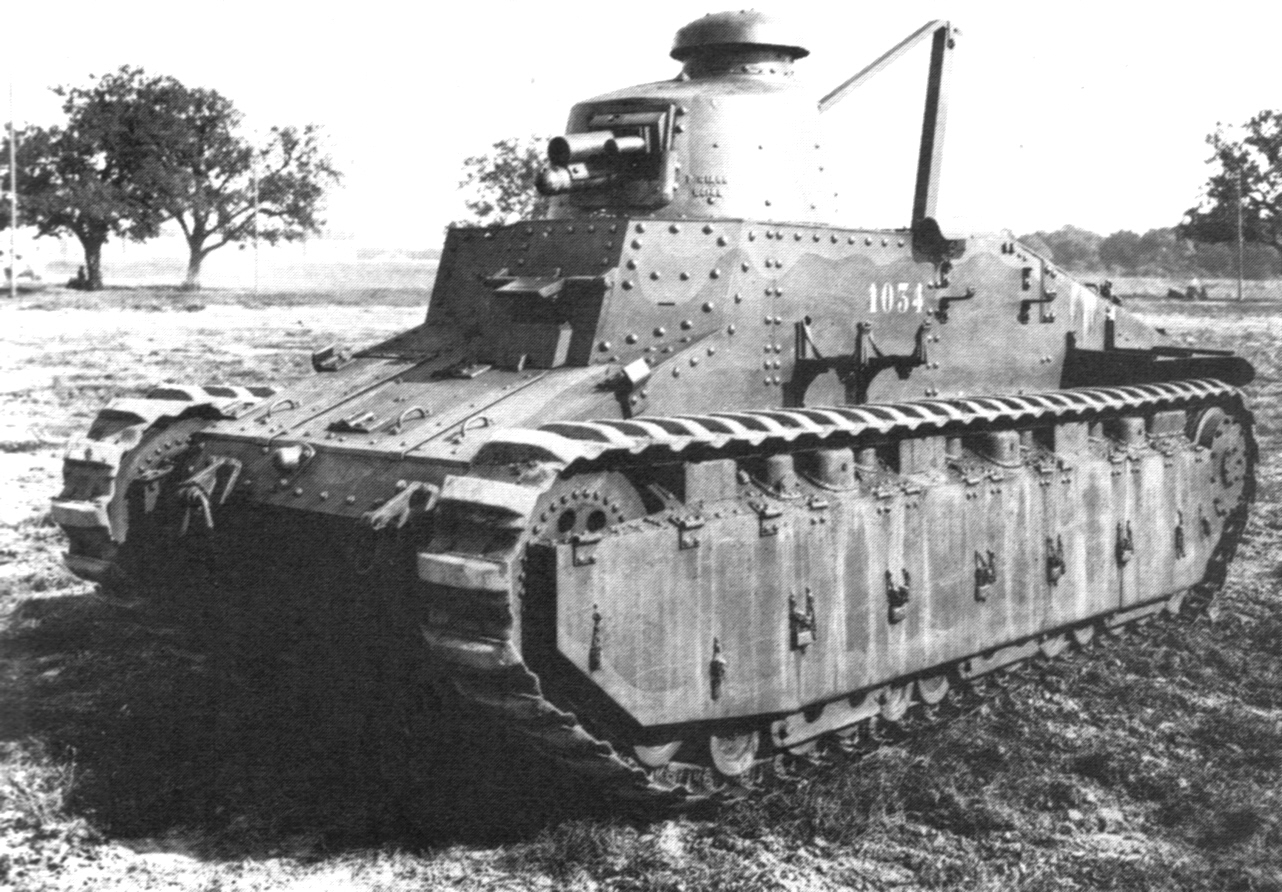
Renault NC31.

Дальнейшая модификация NC-1 позволила получить танк NC-28 с новой башней SRA с 2 пулеметами и новыми легкими гусеницами для большей скорости: был изготовлен только один прототип. Вторая модификация, NC-31, обладала подвеской типа Kegresse.

## Легкий танк «Рено-Виккерс» («Рено» обр. 1932)
С получением из Англии танков «Виккерс — 6 тонн» и лицензии на его производство был поставлен вопрос о модернизации танков «Рено» с использованием агрегатов английского танка. Его ходовая часть была изменена с целью унификации некоторых узлов с ходовой частью «Виккерса». В 1935 году на танк установили новую башню с 37-мм орудием, спаренным с пулеметом. Новый образец не оправдал надежд: скорость его не превысила 13 км/ч. Двигатель перегревался, а расход топлива был велик. Масса танка «Рено» обр. 1932 года — 7,2 т.

## Страны-эксплуатанты
- Польша — в 1927 году куплены 10 NC-29, их использовали для обучения танкистов.
- Швеция — использовался под наименованием Stridsvagn fm/28
- Японская империя — в 1929 году Япония закупила во Франции партию из 10 танков NC-29, которые получили наименование «тип 89 Оцу»[2], в 1928 году танки этого типа были направлены в Китай[1]

## В массовой культуре
Renault NC-27 представлен в аркадной MMO-игре "World of Tanks" как лёгкий танк Японии 1 уровня. В игре так же представлена модификация NC-31 как лёгкий танк Китая 1 уровня. 